# Kremer (Adelsgeschlecht)

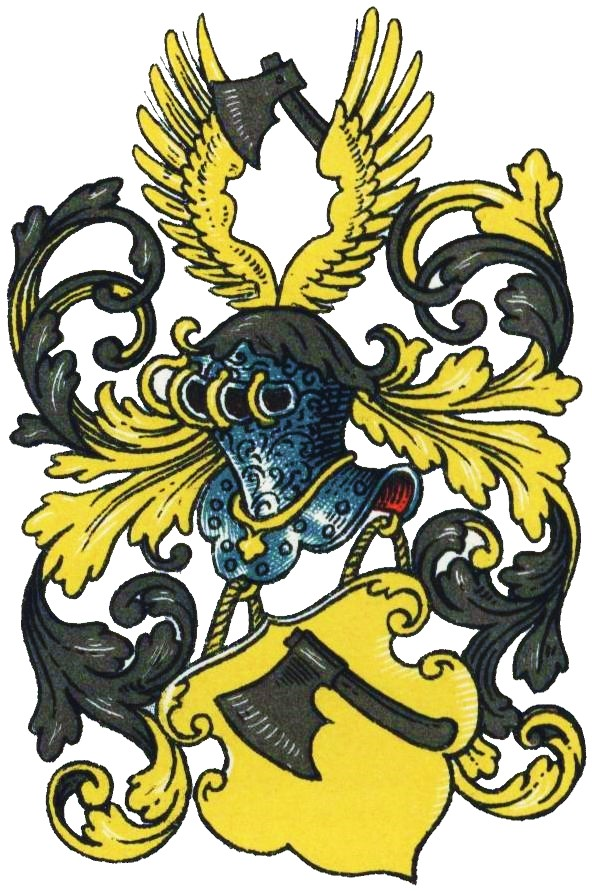
Wappen derer von Kremer (Kramer) im Wappenbuch des Westfälischen Adels

Kremer (auch Cremer, Kramer sowie Brockmann genannt Kremer o. ä.) ist der Name eines erloschenen westfälischen Adelsgeschlechts.

## Geschichte
Ursprung des Geschlechts war ein Hof zu Oldenhervorde des Stifts Herford. Dort erscheint urkundlich bereits 1342 eine Familie Cremer (de sure Cremerinc). Ferner tritt ein Herman de Cremere bzw. Hermannus Cremere 1358 in der Stadtrechnung der Stadt Osnabrück auf.
Später, im 15. Jahrhundert, heiratete ein Otto Brockmann in die Familie ein und wurde danach Otto Brockmann genannt Kremer oder Otto der Kremer gerufen. 1443 wurde dieser vom Stift Herford mit curia suam et alia bona belehnt. Sein Sohn, Otto Brockmann genannt Kremer, Ottens Sohn, kaufte 1476 die halbe Vogtei des Klosters Quernheim, das Holzgericht in der Dünder Mark und das Gericht zu Bünde. In einer Urkunde der 1490er Jahre erscheint er als Zeuge Otto Kramer de Holdemegger, Burrichter. 1439 revertiert der Lemgoer Bürger Helmich de Kremer wegen des auf seine und seiner Ehefrau Lebenszeit gekauften Niederhof zu Lüdinchausen. Derselbe wird 1448 in einer Urkunde Bernhards und Simons zur Lippe erwähnt, da diese für einen größeren Kredit u. a. auch Kornrenten von Helmig dem Kremer verpfändeten. 1487 erscheinen die Brüder Johannis et Gerhardi Kremer alias Linge, Söhne der verstorbenen Heinrich Lingen, in Herforder Lehnprotokollen. 1494 erhielt Otto Brockman anders gnant Kremer zu Bünde den hof up der Loerstraten to Hervorde sowie ein Haus to Hederinkhusen im Kirchspiel Enger zum Lehen, im selben Jahr Gerhardi et Johannis fratrum dictorum Kremers 45 Stücke Land außerhalb des Steynporten. 1505 erscheint Otto Brokmann gen. Kremer als Lippischer Amtmann. 1516 erhielt Otto Kremer den Zehnten zu Wetter im Kirchspiel Buer als echtes Mann-Erbe-Lehen. Einer seiner Brüder hieß Goist Humberch. Die darauffolgenden Lehnbesitzer und ihre jeweiligen Brüder sind bis zum Tod von Erich Kremer zu Bünde im Jahr 1580 bekannt.

## Wappen
Blasonierung: Der Gold ein schwarzes Beil mit gebogenem Stiel. Auf dem Helm ein offener, goldener Flug, dazwischen das Beil. Die Helmdecken sind schwarz-golden.